# Costanzo (Legione Tebea)
Costanzo (... – Monte San Bernardo, 286) è stato un militare romano, appartenente alla leggendaria Legione Tebea considerato santo dalla Chiesa cattolica, patrono di Villar San Costanzo e co-patrono di Saluzzo assieme a san Chiaffredo.

## Agiografia
Secondo la tradizione, Costanzo sopravvissuto alla decimazione della sua legione si rifugiò in Val Maira, oggi in provincia di Cuneo, con alcuni altri sopravvissuti. Tra questi, Costantino, Dalmazio, Desiderio, Isidoro, Magno, Olimpio, Ponzio, Teodoro e Vittore. Si dedicarono alla predicazione della religione cristiana, ma tutti, ad eccezione di Costanzo, furono presto uccisi dalle autorità romane.
Costanzo fu infine decapitato sul Monte San Bernardo.

## Culto
Nel luogo dove Costanzo subì il martirio venne costruito un santuario a lui dedicato, noto come San Costanzo al Monte. Questo santuario risale probabilmente al periodo longobardo: rimangono alcune sculture dell'VIII secolo. Il santuario fu ricostruito e modificato nei secoli successivi e la chiesa in pietra fu completata nel 1190. Una facciata barocca fu aggiunta in seguito.
La chiesa dell'abbazia di San Costanzo, a Villar San Costanzo, conserva importanti resti archeologici, tra cui una lastra di marmo recante simboli vermiglio e logorato dalle mani dei fedeli. Il culto di san Costanzo divenne popolare, caratterizzato da un pellegrinaggio dai fedeli a Villar che si svolge ogni anno.
Monsignor Tornabuoni, vescovo di Saluzzo, dichiarato san Chiaffredo patrono della sua diocesi nel corso di un sinodo del 1516, ricordò Costanzo in qualità di co-patrono. Le statue di Chiaffredo e Costanzo si trovano nell'altare della cattedrale di Saluzzo.
A causa della sua connessione con la Legione Tebea, Costanzo è considerato egiziano di nascita; questo ha portato alla sua venerazione nella chiesa copta.